# Trancão
Der Trancão oder Rio Trancão (früher auch Rio de Sacavém, Fluss von Sacavém) ist ein kleiner Fluss in Portugal. Er erstreckt sich über etwa 23 km durch den Distrikt Lissabon und mündet in den Tejo.

## Verlauf
Der Trancão entspringt im Bezirk Mafra, wo er in westlicher Richtung durch die Gemeinden Venda do Pinheiro und Milharado fließt und dann in den Bezirk Loures, Gemeinde Bucelas eintritt.
In Bucelas ändert der Fluss seine Richtung in Richtung Süd und durchquert das Gemeindegebiet von São Julião do Tojal. Danach bildet er die natürliche Grenze zwischen den Gemeinden São João da Talha und Bobadela, die östlich bzw. nördlich des Flusses liegen, sowie Unhos und Sacavém, die am westlichen bzw. südlichen sind. Kurz vor seiner Mündung in den Tejo macht der Fluss noch eine Biegung in westlicher Richtung.

## Nebenflüsse
Der Trancão hat an seinem Oberlauf in Bucelas die Ribeira das Romeiras als Zufluss. An der Grenze zwischen Unhos und São João da Talha mündet die Ribeira da Póvoa (auch ribeira de Frielas genannt), welche seinerseits aus dem Zusammenfluss zweier weiterer Gewässer (Rio de Loures und Ribeira de Odivelas) im Gemeindegebiet von Frielas entsteht.
Der Trancão selbst ist ein Nebenfluss des Tejo. Er mündet gegenüber von Samouco (Bezirk Alcochete) in den Mündungstrichter des Tejo.

## Geschichte
Der Trancão wurde früher Rio de Sacavém genannt, was darauf zurückzuführen ist, dass Sacavém der wichtigste Ort im Umkreis war und sich an beiden Seiten des Flusses ausbreitete (São João da Talha wurde erst 1387 von Sacavém abgeteilt).
An den Ufern des Sacavém fand auch im Jahr 1147, lange vor der Einnahme Lissabons, die erste militärische Auseinandersetzung zwischen D. Afonso Henriques und den Mauren statt – die Schlacht am Rio Sacavém.
Bis zum 19. Jahrhundert war der Fluss ein wichtiger Verkehrsweg in den ländlichen Vororten Lissabons. Am Rio Trancão wurden die landwirtschaftlichen Produkte abgeladen, mit denen Lissabon versorgt wurde. Auch die Baumaterialien für die Errichtung des Convento de Mafra unter König D. João V kamen über den Trancão.
Seit dem Erdbeben von 1755, welches Lissabon verwüstete, begann der Fluss langsam zu versanden und unschiffbar zu werden.
Bereits seit römischer Zeit existiert eine Brücke über den Trancão, über den die Römerstraße von Lissabon nach Braga führte. Heute gibt es neben der Brücke zwischen Sacavém und Bobadela (EN10) auch noch einen großen Viadukt, über den die Auto-Estrada do Norte (Nordautobahn, A1), führt.

## Ökologische Situation
Seit der Mitte des 20. Jahrhunderts wurde der Rio Trancão durch industrielle Abwässer von Fabriken an beiden Seiten seines Ufers verschmutzt, so dass aus dem Fluss ein totes und übelriechendes Gewässer wurde. In Vorbereitung auf das Prestigeprojekt Weltausstellung Expo 98 wurde dann eine große Bereinigung in Angriff genommen, die auch den Bau einer Kläranlage in Frielas beinhaltete. Heute ist der Fluss weitgehend wiederbelebt und wird innerhalb Portugals als Musterbeispiele für die Säuberung von Fließgewässern gehandelt.